# Tour Beauvoir
De Tour Beauvoir werd gebouwd in de 11e eeuw en is een van de oudste monumenten van de stad Blois in Frankrijk.

## Geschiedenis
In de Middeleeuwen vormde het een bijzonder leengoed dat toebehoorde aan de heren van Beauvoir, vazallen van de graaf van Blois.
In 1256, na de aansluiting bij het graafschap Blois, werd de donjon een belangrijk onderdeel van de verdediging van de stad. Tijdens de werken die graaf Jan I liet uitvoeren in het kasteel van Blois, werden de rechtbank en de gevangenis van het graafschap, die daar eerder waren gehuisvest, overgebracht naar de Tour Beauvoir, waar ze meer dan een eeuw bleven tot het gerechtsgebouw werd gebouwd. Na de Revolutie was de toren ontoereikend om alle veroordeelden te huisvesten, dus werd het voormalige cordeliersklooster toegevoegd. De gevangenis bleef tot 1945 in de toren.
De toren werd bij besluit van 26 oktober 1948 op de monumentenlijst (monument historique) geplaatst.

## Architectuur
Het is een grofweg vierkant gebouw van breuksteen met een begane grond, twee verdiepingen en een zolder. Het gebouw, met zijn schuine dak, moet gestampt zijn. Binnen bestaat de donjon uit slechts één kamer per verdieping. Omdat er geen trappen waren die naar de etages leidden, werd er later een trap geïnstalleerd in een aangrenzend gebouw. In 1970 werden de verdiepingen gereconstrueerd en werd er in het midden een trap geïnstalleerd.
De Tour Beauvoir werd in 2000 gekocht door de eigenaars van Château de Chémery en kan op verzoek worden bezichtigd. De bovenverdiepingen worden gebruikt voor evenementen en tijdelijke tentoonstellingen.